# Börshuset
Börshuset är en byggnad på Stortorgets norra sida i kvarteret Rådstugan, Gamla stan, Stockholm, uppfört 1773–1778 av Stockholms borgerskap för Stockholms fondbörs efter ritningar av arkitekt Erik Palmstedt.
Byggnaden ägs av Stockholms stad och förvaltas av fastighetskontoret, och inrymmer idag bland annat Nobelmuseet och Svenska Akademien med Nobelbiblioteket.

## Historik
Tidigare låg här den gamla Rådstugan, som var ett samling av byggnader med delvis medeltida ursprung, och som gett kvarteret dess namn.

### 1776–1914

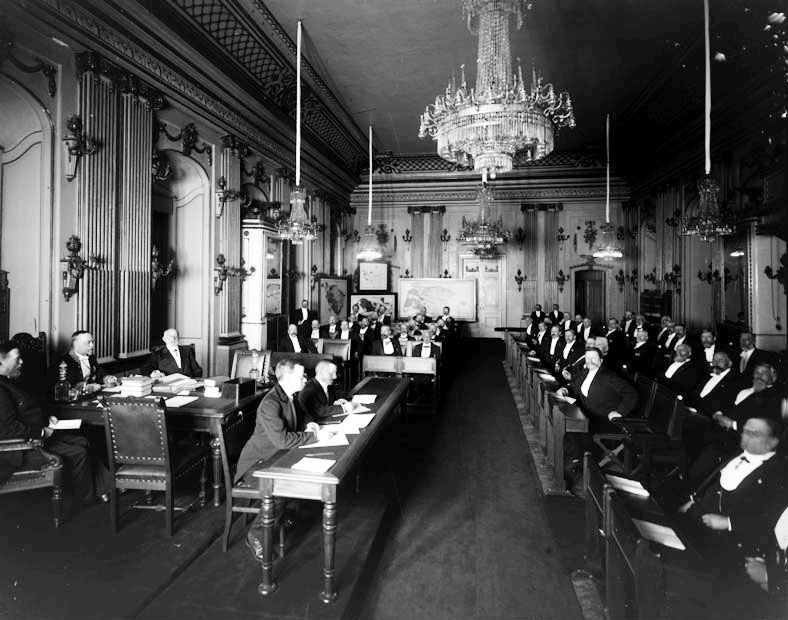
Stadsfullmäktige i börssalen 1902.

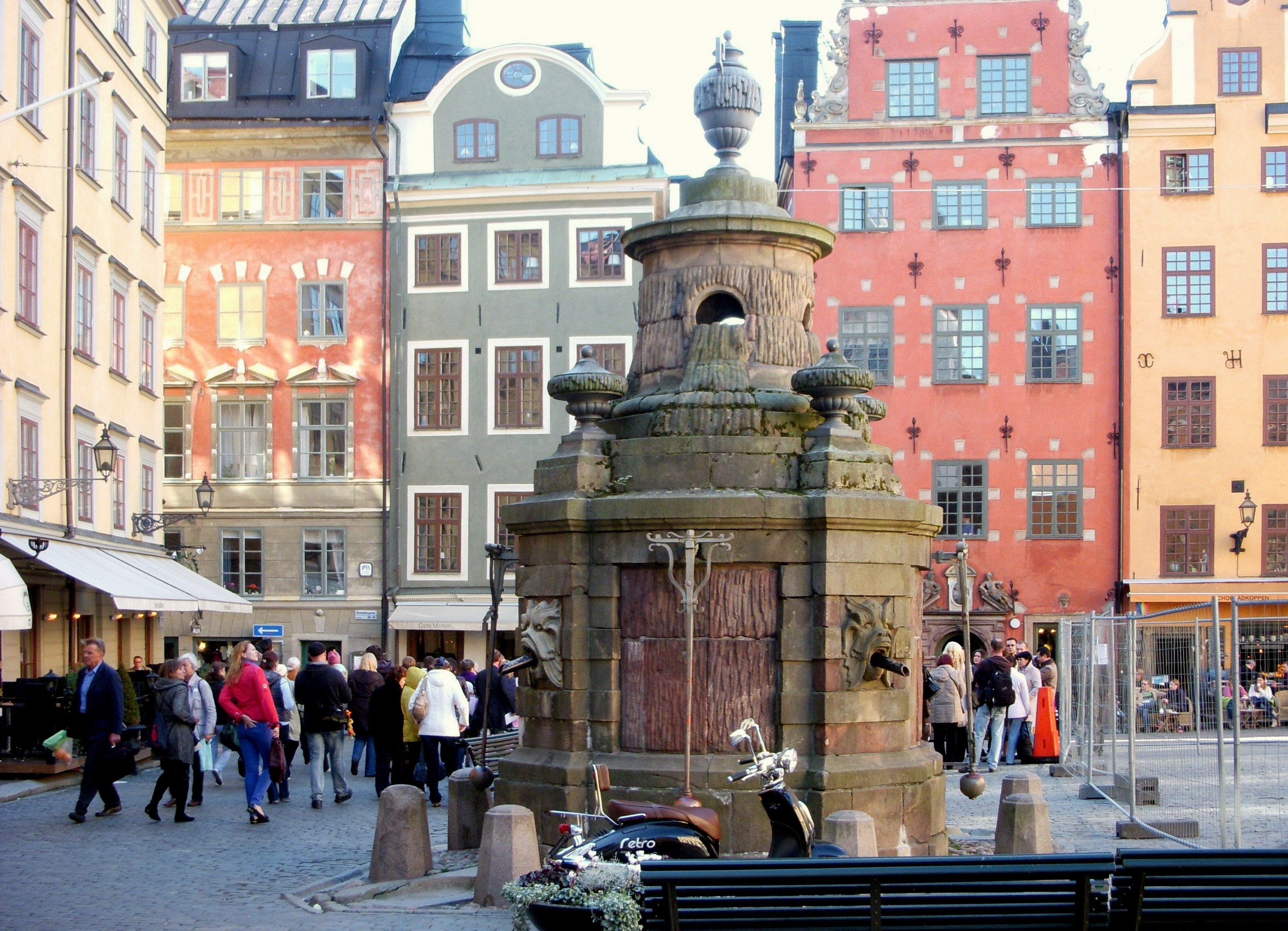
Stortorgsbrunnen, den nya brunnen, ritades av Börshusets arkitekt Erik Palmstedt 1778.

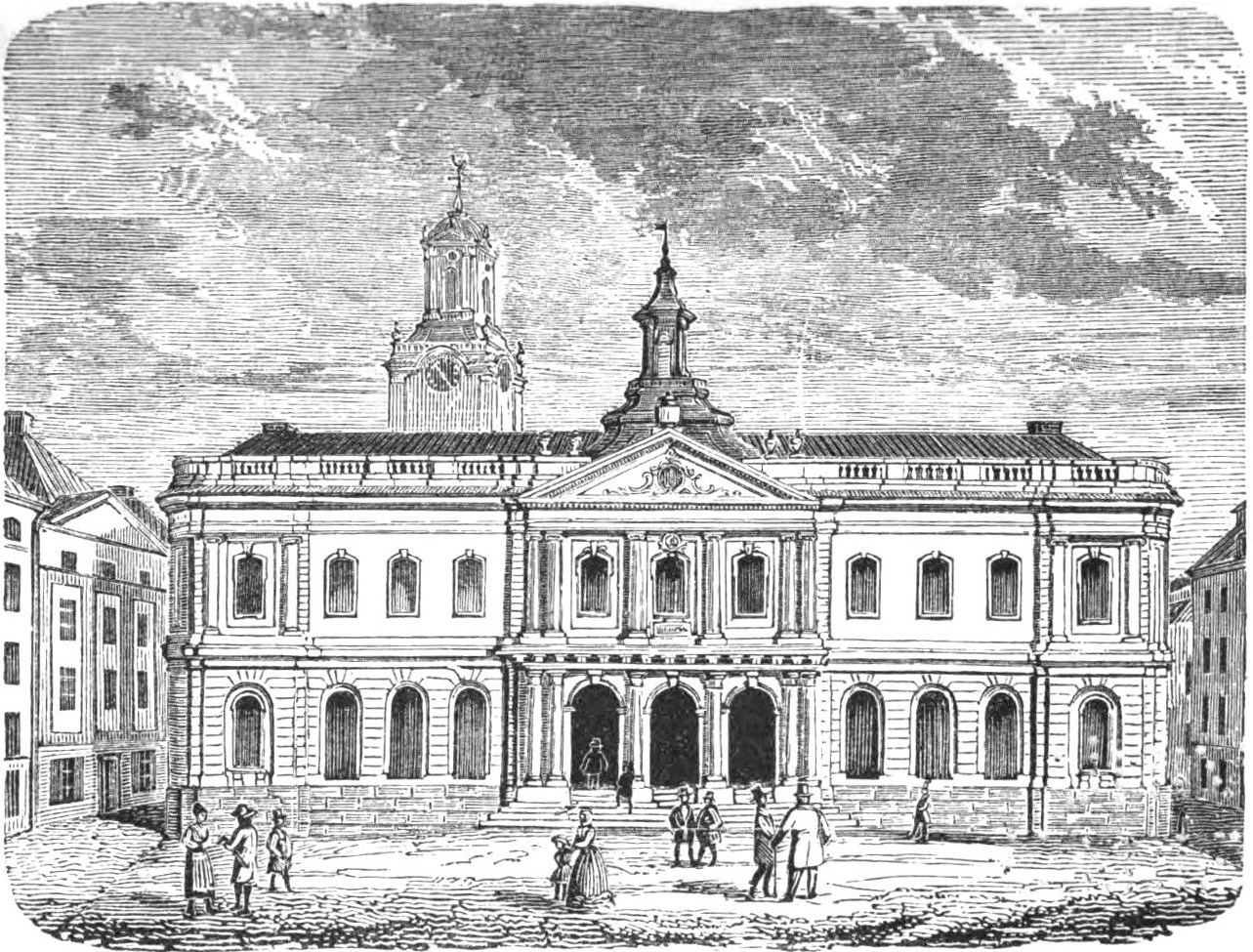
Börsen på en bild från 1863.

Börshuset invigdes 1776 av Gustav III i Stora börssalen. Byggnadens syfte var att tillgodose behovet av lokaler för börshandeln. Till stor del finansierades bygget genom den så kallade börstolagen (en av riksdagen beslutad extratull). Redan från början kom Börshuset att användas inte bara för börsen utan också som högtidslokal för Svenska akademien och som administrationsbyggnad och representationshus för Stockholms Borgerskap. Börssalen var planerad som borgarståndets svar på adelns Vasastod och den skulle vara en manifestation av samhällsnyttan. Man ville stimulera till nya fredliga insatser genom att "glorifiera förtjänsten" i alla läger. I Börssalen uppställdes 1790 Jonas Alströmers byst utförd av Pierre Hubert L'Archevêque. Egentligen skulle den haft sällskap av flera byster, såsom över handelsborgmästaren i Stockholm Thomas Plomgren och andra av frihetstidens förgrundsmän.
Lokalerna användes historiskt även som nöjeslokaler för dans, spel och umgänge. Gustav III, Sofia Magdalena och den övriga kungafamiljen och hovet visade sig på balerna på Börsen. Karl XV och Oscar I höll här sina kröningsfester.
Till kompositionen kring Börshuset vid Stortorget hör också Stortorgsbrunnen, utförd i sandsten och gjutjärn. Redan under medeltiden fanns en brunn på Stortorget. 1778 ritade Erik Palmstedt en ny brunn. Mellan 1857 och 1953 stod brunnen på Brunkebergstorg och fick då namnet Brunkebergspumpen. De offentliga brunnarna och pumparna, som låg under Byggningscollegiet, skulle vara vackra eller som Johan Eberhard Carlberg uttryckte det, brunnarna skulle "vara till utvärtes anseende". Carlberg vårdade pumparna med stor omsorg.
Från 1860-talet var övervåningens rumssvit stadens representationslokaler, med gustavianska interiörer i guld och vitt. Övervåningen i Börshuset disponeras sedan 1914 av Svenska Akademien. Stockholms stads verksamhet flyttade 1923 till det nyinvigda Stockholms stadshus. Den eleganta festsalen är Stora börssalen med kopplade joniska pilastrar som ger ett stramt intryck, senare var salen sessionssal för Stockholms stadsfullmäktige. I Stora börssalen återfinns sedan 2001 Nobelmuseet. Tidigare upptog Stockholms fondbörs bottenvåningen, men den har efter samgåendet med OM 1998 flyttat till Frihamnen. Stockholms Borgerskap har sedan byggnaden invigdes haft kontorslokaler i huset. Intill den återfinns De femtio äldstes rum, som hör till den ideella föreningen Stockholms Borgerskap.

### Svenska Akademien

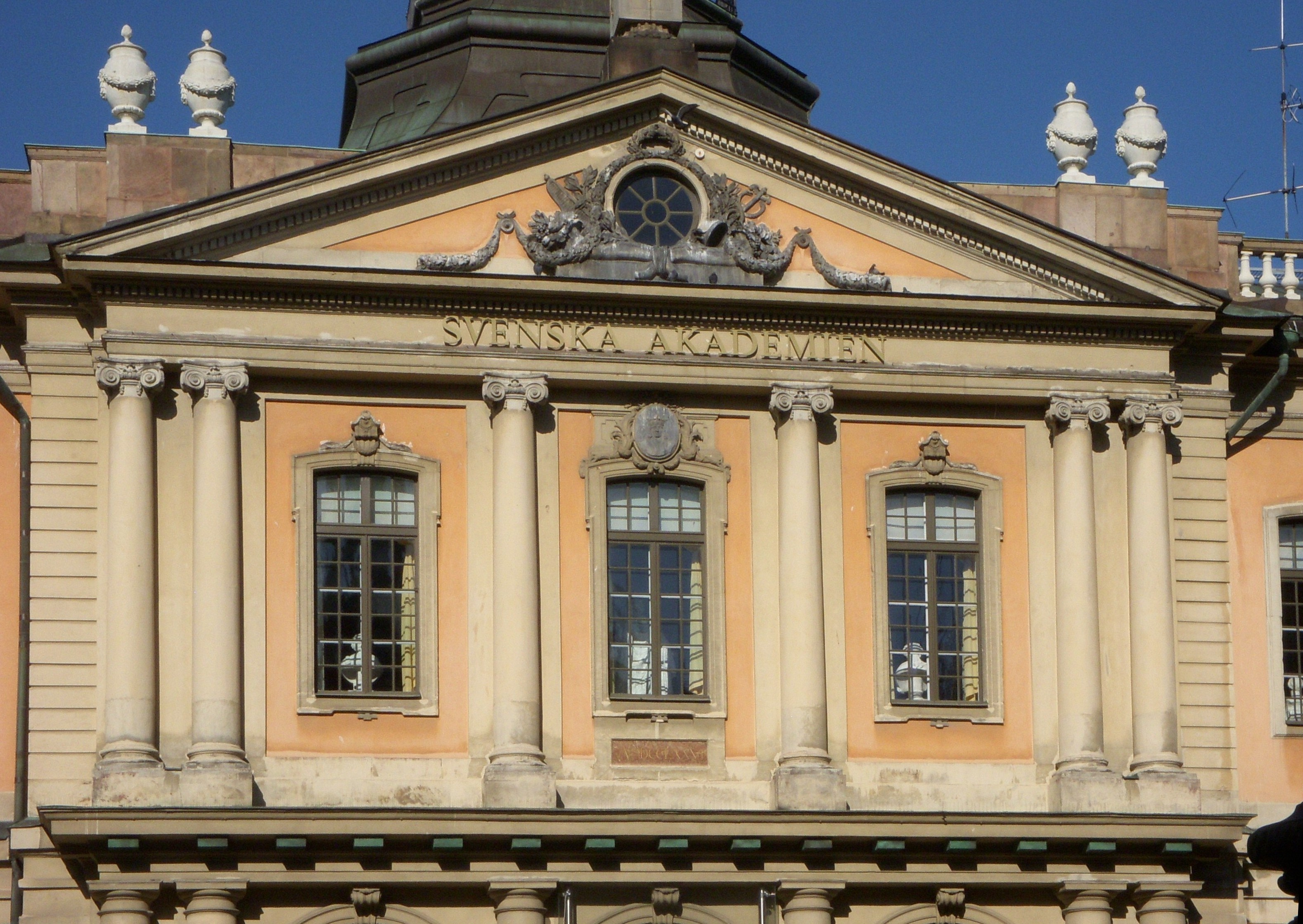
Börshusets frontespis med Svenska Akademiens lokaler i vindsvåningen.

Övervåningen i Börshuset disponeras, som ovan nämnts, sedan 1914 av Svenska Akademien. I slutet av 1913 erbjöds Svenska Akademien av Magna Sunnerdahl en donation för att köpa Börshuset, som ägdes av Stockholms stad. Staden ville inte sälja huset, men efter förhandlingar ingicks 1914 ett avtal som innebar att Akademien förvärvade evig nyttjanderätt till andra våningen, inklusive Börssalen, mot erläggande av ett engångsbelopp på en halv miljon kronor, som ställdes till förfogande av Magna Sunnerdahl. Därmed var lokalproblemet en gång för alla löst, och inflyttningen skedde 1921. Det var på förslag av Verner von Heidenstam som filantropen Magna Sunnerdahl donerade 500.000 kronor till Svenska Akademien 1913 för inköp av nyttjanderätten till de två översta våningarna i Börshuset. Börshusets övervåning, det vill säga vindsvåningen och möblerna, kunde då från 1914 disponeras av Svenska Akademien. Akademien har nyttjanderätt till lokalerna för all framtid.

## Arkitektur

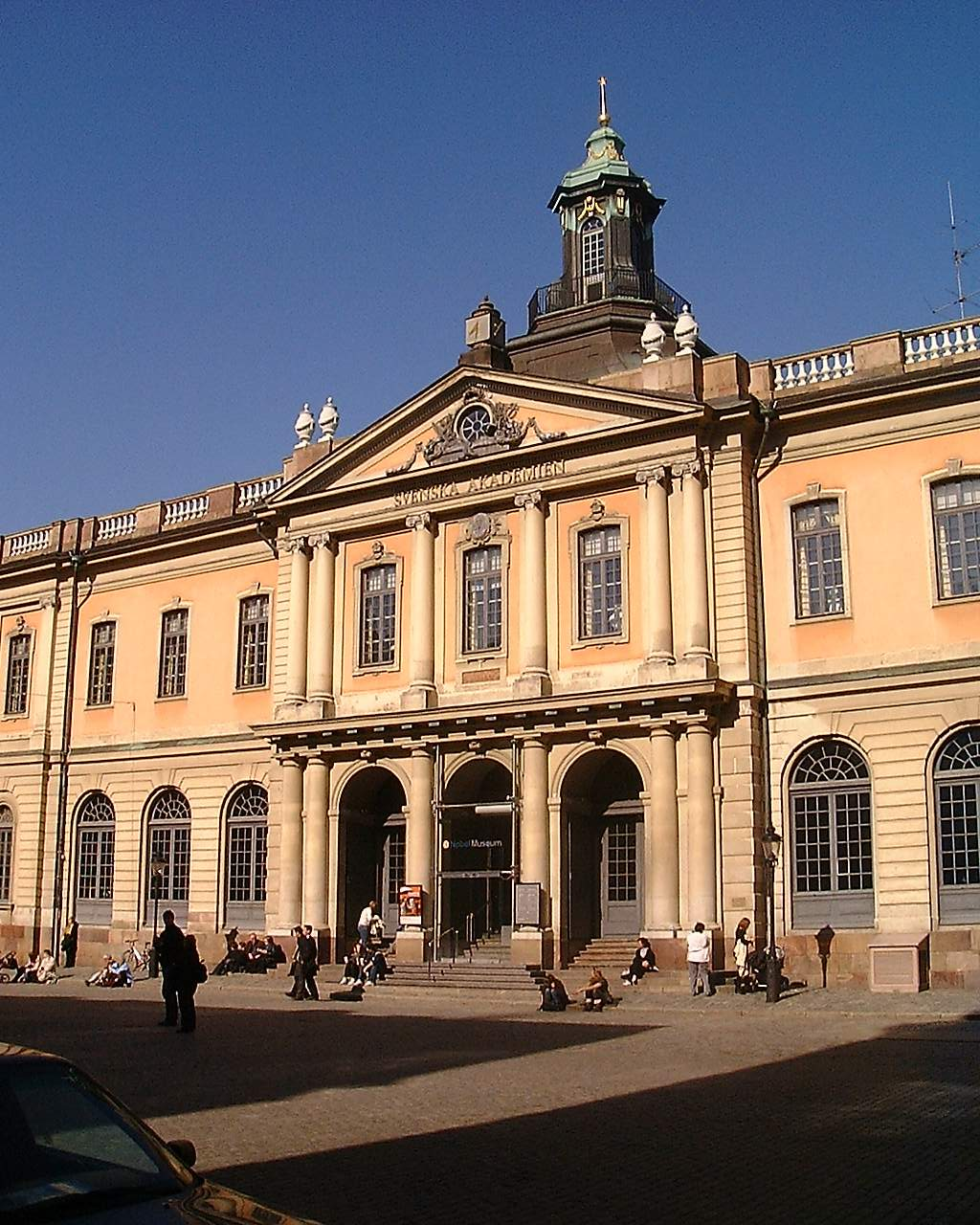
Börshuset från Stortorget.

Grunden till Börshuset vid Stortorget lades 1768, och huset stod färdigt åtta år senare. Vicestadsarkitekten Erik Palmstedt (1741–1803) hade då bearbetat arkitekt Carl Johan Cronstedts (1709–1779) ursprungliga ritningar. Ritningarna till Börsen vid Stortorget var först ett projekt av stadsarkitekten Johan Eberhard Carlberg och Carl Johan Cronstedt tillsammans. Johan Eberhard Carlberg ansvarade bland annat för ombyggnaden av Slussen 1744–1753 i Stockholm. Carl Johan Cronstedt efterträdde 1753 Carl Hårleman som överintendent och som sådan skapade han exempelvis Artillerigården (idag Armémuseum) på Norrmalm. Vid det svenska statliga Överintendentsämbetet var han överintendent 1753–1767. Det var Carl Johan Cronstedt som 1767 uppfann och konstruerade de första modellerna till en kakelugn med slingrande rökgång. För eftervärlden är han därför mest känd som konstruktör av "den svenska kakelugnen". Börshusets formspråk är den franska 1700-talsklassicismens, men något rokokomässigt tillämpat i fasaden och en tydligt markerad frontespis. Exteriören har en viss elegans, trots sin rusticerade arkad och sin tunga mitt-risalit. Byggnaden innehåller några av våra finaste gustavianska rum helt i guld och vitt.
1982 restaurerades Börshuset under ledning av arkitekten Ove Hidemark (1931–2015). Hidemark var professor i äldre byggnadsteknik och restaurering vid Konsthögskolan i Stockholm.
Börshuset är blåmärkt enligt Stockholms stadsmuseums klassificeringkarta. Blå är den högsta klassen och omfattar bebyggelse som bedöms ha synnerligen höga kulturhistoriska värden.